# Ekramuddin Ahmad
Ekramuddin Ahmad (1872, Kulia, distrito de Bardhaman - 20 de noviembre de 1940, Kaitha, distrito de Birbhum) fue un escritor y crítico literario bengalí.
Aprobó el examen de admisión para la Escuela Secundaria de Burdwan en 1892 y la prueba del Colegio Burdwan en 1894. También estudió licenciatura en Humanidades en el Colegio Hughli, pero abandonó el curso antes de graduarse. En 1896 se unió al gobierno con el puesto de inspector, después fue promovido para el cargo de sub-delegado de tesorería, retirándose en 1927.
En 1918, preparó un informe sobre la explotación y represión de la tribu Santal del distrito de Birbhum, a manos del zamindar local. Su reporte llamó la atención del gobierno que finalmente hizo justicia a los santal.
Comenzó su carrera literaria como crítico, escribiendo cuatro libros sobre crítica titulados Meghnadbadh Kavya O Brtrasanghar, Rabindra Pratibha (1914), Krsnakanter Wille Bankimchandra (1930) y Chandrashekhar O Bankimchandra (1932). También escribió numerosas novelas como Kach O Mani (1919), Mahimamayi Nari (1920), Mati Manzil (1926), Natun Ma (1926) y Jiban Pan (1927).
- Datos: Q5350563